# Retrat d'un cavaller de la Casa de Leiva
El Retrat d'un cavaller de la Casa de Leiva és una obra d'El Greco. Consta amb el número 150 en el catàleg raonat d'obres d'aquest artista, realitzat per Harold Wethey.

## Tema de l'obra
Abans de la darrera restauració, a la inscripció de la part superior es llegia: «Consejo de estadu y guerra señor de la casa de Leiva y de Estado. D. Vaños de Riotovia»(Baños de Río Tobía). Després de la darrera restauració, la inscripció es llegeix malament, exceptuant: «Señor de la casa… años».
Aquesta inscripció, i el fet que abans era visible al seu pit la Creu de Sant Jaume, ha permès identificar el cavaller retratat com a Alonso Martínez de Leiva (1556 ?, 2 de setembre 1588, a Lacada Point, Comtat d'Antrim, Irlanda del Nord). Aquest noble espanyol del segle xvi, cavaller de l'Orde de Sant Jaume, fou un notable mariner i un dels comandants de l'Armada Invencible. Després de diverses peripècies i canvis de vaixell, va naufragar durant el retorn de l'Armada. Miguel de Cervantes el va lloar en el poema encomiàstic anomenat «Canto de Calíope» dins de La Galatea (1585).

## Anàlisi de l'obra
Oli sobre llenç; 88 x 69 cm.; circa 1580; No està signat; Museu de Belles Arts de Montreal, Mont-real, Quebec, Canadà.
Quan Manuel Bartolomé Cossío va veure per primera vegada aquesta pintura l'any 1904, va observar que encara hi era visible la creu de Sant Jaume al gipó del personatge. Aquesta creu va desaparèixer en neteges posteriors, i potser no era obra d'El Greco. Aquest llenç va ser per primera vegada anomenat «Caballero de la orden de Santiago» per August L. Mayer, i després el van seguir anomentat-lo així José Camón Aznar i Soehner.
És un llenç de molt bona qualitat, que recorda els retrats de L'Enterrament del comte d'Orgaz, tot i que és una mica anterior a aquesta gran obra. El rostre és convincent i amb força. Els tons vermellosos de les carnacions són característics dels millors retrats d'El Greco. L'amputació de la mà esquerra demostra que aquest llenç va ser mutilat a la part inferior, i que el retrat inicialment devia ser de tres-quarts. El temps i les neteges abusives han eliminat les veladures i han reduït la superficie pictórica al gipó i als punys.
Josep Gudiol remarca l'elegant senzillesa dels cavallers del Renaixement espanyol, i com El Greco savia aprofitar el color negre de la seda o del vellut de les vestimentes per tal de destacar les carnacions i l'aristocràcia de llurs rostres. La tècnica d'aquesta peça és relativament complexa, perquè hi ha un tractament diferent per a cada tipus de textura. La forma de representar els encaixos és molt similar a la que poc després utilitzaria a L'Enterrament del comte d'Orgaz, aixafant la pasta contra el llenç i fent-la obrir-se. En canvi, hi ha un ric joc de transparències al gipó negre, als reflexos de les llums i a la densitat de les zones obscures.

## Procedència
- Catedral de Valladolid ?
- Parés; Madrid (1904)
- Sir William van Horne, Montreal (1906)